# Phá lửa
Phá lửa (danh pháp khoa học: Tacca subflabellata) còn gọi là râu hùm lớn, là một loài thực vật thuộc họ Râu hùm (Taccaceae).

## Hình thái
Phá lửa là loài thân thảo, sống nhiều năm, cao 60 – 80 cm. Thân rễ hình trụ, hơi cong, dài 8 – 15 cm, đường kính 2,5 - 3,5 cm. Lá đơn, có cuống, gồm 3 - bảy cái mọc ở đầu thân rễ; gốc cuống lá dạng bẹ, dài 10 – 25 cm; phiến lá thuôn, nhọn về 2 đầu, gốc hơi lệch, mỏng, 25 - 65 x 8 – 15 cm. Cụm hoa tán, 1 – hai cái, cuống cụm hoa dài hơn cuống lá, mỗi cụm gồm 4 – 6 hoa được bao bởi 4 lá bắc lớn tạo thành bao hoa; 2 lá bắc ngoài hình mác hay hình trứng nhọn đầu; 2 lá bắc trong lớn, hình thận hay hình quạt lệch, cỡ 5 – 8 x 3 – 5 cm, màu nâu tím nhạt, mỏng. Các lá bắc con dạng sợi, dài 15 – 35 cm. Hoa có 3 đài nhỏ, 3 cánh hoa; nhị 6, đầu nhụy có 3 núm nhụy; bầu dưới, 3 ô. Quả thịt, hình thoi cụt, có 6 gờ chạy dọc. Hạt nhiều, hình thận, màu nâu.

## Sinh học và sinh thái
Mùa hoa tháng 7 – 8, quả tháng 8 – 10. Nhân giống tự nhiên bằng hạt. Thân rễ nếu bị cắt thì phần còn lại vẫn có khả năng tái sinh. Cây đặc biệt ưa ẩm và ưa bóng, thường mọc rải rác dọc theo hành lang ven khe suối, dưới tán rừng kín thường xanh ẩm, ở độ cao từ 300 – 700 m.